# HD 1606
HD 1606，又名BD+30 42，SAO 53820、HR 78，是一颗恒星，视星等为5.9，位于銀經115.13，銀緯-31.47，其B1900.0坐标为赤經0h 15m 10.7s，赤緯+30° -31.47′ 50″。